# Mignaloux-Beauvoir
Mignaloux-Beauvoir é uma comuna francesa na região administrativa da Nova Aquitânia, no departamento de Vienne. Estende-se por uma área de 21,56 km². Em 2010 a comuna tinha 4 977 habitantes (densidade: 230,8 hab./km²).